# ブリッツ (映画)
『ブリッツ』（Blitz）は、2011年にイギリス・フランス・アメリカ合作のアクション映画 。

## ストーリー
ロンドン警視庁の刑事ブラントは、暴力的な捜査方法で犯罪者に対しても容赦ないが、その実仲間想いで熱い正義感の持ち主だった。そんなある日、警官ばかりを狙う連続殺人事件が発生。事件の犯人は「ブリッツ」と呼ばれ、ブラントは新任警部ナッシュと共に犯人を追うのだった。

## キャスト
| 役名                       | 俳優                   | 日本語吹替 |
| -------------------------- | ---------------------- | ---------- |
| トム・ブラント             | ジェイソン・ステイサム | 山路和弘   |
| ポーター・ナッシュ         | パディ・コンシダイン   | 家中宏     |
| バリー・ワイス（ブリッツ） | エイダン・ギレン       | 檀臣幸     |
| エリザベス・フォールズ     | ザウイ・アシュトン     | 下田レイ   |
| ハロルド・ダンロップ       | デヴィッド・モリッシー | 加藤亮夫   |
| ロバーツ                   | マーク・ライランス     | 斉藤次郎   |
| クレイグ・ストークス       | ルーク・エヴァンズ     | 川原慶久   |